# Shahrestān di Joghtai
Lo shahrestān di Joghtai o Joghatay (farsi شهرستان جغتای) è uno dei 28 shahrestān del Razavi Khorasan, il capoluogo è Joghtai, una cittadina di 6.027 abitanti (2006). In precedenza il territorio era una circoscrizione dello shahrestān di Sabzevar.